# Jeffrey Licon
Jeffrey Licon (nascido em 29 de agosto de 1985) é um ator americano mais conhecido por seu papel como Carlos García no programa da Nickelodeon, The Brothers García. Ele interpretou Eric Preston, um personagem coadjuvante no filme Mysterious Skin de 2004. Ele teve um papel principal em Alien Raiders, e papéis menores nas séries de televisão Joan of Arcadia, NYPD Blue, Cold Case, Walker, Texas Ranger, Second Noah, Lincoln Heights, The Mentalist, e The Closer (4ª Temporada Episódio 12).